# Línea 11 (EMT Madrid)
La línea 11 de la EMT de Madrid une la calle del Marqués de Viana (distrito de Tetuán) con el conocido como Barrio Blanco, en el barrio de San Pascual del distrito de Ciudad Lineal.

## Características
La primera línea 11 que existió en la red de la EMT tenía el itinerario Puerta del Sol - Doctor Esquerdo, similar a parte del recorrido de la línea 15. Esta línea desapareció en los años 70 siendo absorbida por la línea 15.
El 24 de diciembre de 1973, al acabarse la concesión de la línea periférica P-1 y pasar a manos de la EMT se crea otra línea 11 Diego de León - Colonia Virgen de la Esperanza, circulando por el Parque de las Avenidas, San Pascual, el Barrio Blanco, el Parque de San Juan Bautista y finalmente la colonia citada en Canillas. Esta línea duró hasta abril de 1993 recortándose en los años 80 a la estación de Arturo Soria.
En mayo de 1993 se creó una tercera línea 11 con el itinerario Plaza de Cuzco - Barrio Blanco, que recorría la Avenida de Alberto Alcocer, la calle Costa Rica y parte de la calle de Arturo Soria. Al final de su recorrido la línea entraba en la parte conocida como Barrio Blanco del barrio de San Pascual.
Tras completarse la reforma del eje formado por las calles de Sor Ángela de la Cruz y Marqués de Viana, la línea 11 se prolongó por las mismas hasta la cabecera de la línea 44, dotando a este eje de comunicación a partir de diciembre de 2007.

### Frecuencias
| Lunes a viernes laborables      |               |
| De 6:00 a 7:00                  | 15 minutos    |
| De 7:00 a 21:00                 | 9-14 minutos  |
| De 21:00 a 23:00                | 13-20 minutos |
| Sábados laborables              |               |
| De 6:00 a 9:00 De 22:00 a 23:00 | 22-30 minutos |
| De 9:00 a 22:00                 | 16-22 minutos |
| Domingos y festivos             |               |
| De 7:00 a 23:00                 | 22-30 minutos |

## Recorrido y paradas

### Sentido Barrio Blanco
La línea inicia su recorrido en la calle Marqués de Viana, próxima a la intersección con el Paseo de la Dirección. Por esta calle empieza su recorrido recorriéndola totalmente hasta la intersección con Bravo Murillo, y aquí continúa recta por Sor Ángela de la Cruz bajando hasta la Plaza de Cuzco.
Una vez atraviesa la plaza, sube por la Avenida de Alberto Alcocer, recorriéndola también entera hasta la Plaza de la República Dominicana, donde toma la salida de la calle Costa Rica, que recorre en su totalidad, cruzando al final sobre la M-30 para incorporarse a la calle de Arturo Soria.
A continuación, la línea circula por la calle de Arturo Soria en dirección sur hasta la intersección con la calle Condesa de Venadito, a la cual se incorpora girando a la derecha. Circula por esta calle hasta pasar la intersección con la calle Agastia y la calle Madre Antonia París, donde se incorpora a la calle Madre Antonia París, bajando por la misma hasta la Avenida de Badajoz.
Tras tomar la Avenida de Badajoz, la línea gira a la derecha por la calle Torrelaguna, donde tiene su cabecera.
| Código | Parada                                 | Común con  | Conexiones con Metro | Otros |
| ------ | -------------------------------------- | ---------- | -------------------- | ----- |
| 4293   | MARQUÉS DE VIANA                       |            |                      |       |
| 3997   | Marqués de Viana-Genciana              |            |                      |       |
| 3999   | Marqués de Viana-Gladiolo              |            |                      |       |
| 4001   | Metro Tetuán                           |            | Tetuán               |       |
| 4003   | Sor Ángela de la Cruz-Infanta Mercedes |            |                      |       |
| 4005   | Sor Ángela de la Cruz-Orense           |            |                      |       |
| 4007   | Sor Ángela de la Cruz-Cuzco            |            | Cuzco                |       |
| 2116   | Cuzco                                  | 40         | Cuzco                |       |
| 293    | Alberto Alcocer-Padre Damián           | 40         |                      |       |
| 295    | Alberto Alcocer-Paseo de La Habana     | 40         |                      |       |
| 297    | República Dominicana                   | 40         | Colombia             |       |
| 299    | Chile                                  | 7 40       |                      |       |
| 300    | Costa Rica                             | 7 40 87    |                      |       |
| 302    | José María Soler                       | 7 40 87    |                      |       |
| 218    | Arturo Soria-López de Hoyos            | 9 70 72 73 |                      |       |
| 220    | Metro Arturo Soria                     | 70         | Arturo Soria         |       |
| 222    | Jefatura Provincial Tráfico            | 70 122     |                      |       |
| 224    | Arturo Soria-Conservatorio             | 70 122     |                      |       |
| 226    | Hospital Universitario Vithas          | 70         |                      |       |
| 2118   | Arturo Soria-Condesa de Venadito       |            |                      |       |
| 2119   | Condesa de Venadito                    |            |                      |       |
| 2120   | Madre Antonia París                    |            |                      |       |
| 697    | BARRIO BLANCO (C/ Torrelaguna)         |            |                      |       |

### Sentido Marqués de Viana
La línea inicia su recorrido en la calle de Torrelaguna, próxima a la Avenida de Badajoz, calle por la que circula hasta la intersección con la calle Condesa de Venadito, girando a la derecha para incorporarse a ésta.
En la intersección siguiente, gira a la izquierda por la calle Agastia, y a continuación a la derecha por la calle Hernández de Tejada, al final de la cual llega a la calle Arturo Soria, donde gira a la izquierda para incorporarse a la misma.
A partir de aquí el recorrido es igual al de la ida en sentido contrario (Arturo Soria, Costa Rica, Avda. Alberto Alcocer, Sor Ángela de la Cruz y Marqués de Viana) exceptuando un rodeo por el Paseo de la Dirección para colocarse en la cabecera.
| Código | Parada                                 | Común con | Conexiones con Metro | Otros |
| ------ | -------------------------------------- | --------- | -------------------- | ----- |
| 697    | BARRIO BLANCO (C/ Torrelaguna)         |           |                      |       |
| 2121   | Condesa de Venadito-Torrelaguna        |           |                      |       |
| 2122   | Condesa de Venadito                    |           |                      |       |
| 2123   | Hernández de Tejada                    | 114       |                      |       |
| 227    | Hospital Universitario Vithas          | 70        |                      |       |
| 225    | Arturo Soria-Conservatorio             | 70 122    |                      |       |
| 4331   | Jefatura Provincial Tráfico            | 70 122    |                      |       |
| 223    | Arturo Soria-Bueso Pineda              | 70 122    |                      |       |
| 221    | Metro Arturo Soria                     | 70        | Arturo Soria         |       |
| 219    | Arturo Soria-López de Hoyos            | 70        |                      |       |
| 217    | Arturo Soria-Gran Vía de Hortaleza     | 7 70      |                      |       |
| 303    | José María Soler                       | 7 40 87   |                      |       |
| 2388   | Costa Rica                             | 7 40 87   |                      |       |
| 314    | Chile                                  | 7 40 87   | Colombia             |       |
| 298    | República Dominicana                   | 40        |                      |       |
| 296    | Alberto Alcocer-Paseo de La Habana     | 40        |                      |       |
| 294    | Alberto Alcocer-Padre Damián           | 40        |                      |       |
| 5882   | Cuzco                                  | 40        | Cuzco                |       |
| 4008   | Sor Ángela de la Cruz-Cuzco            |           | Cuzco                |       |
| 4006   | Sor Ángela de la Cruz-Orense           |           |                      |       |
| 4004   | Sor Ángela de la Cruz-Infanta Mercedes |           |                      |       |
| 4002   | Metro Tetuán                           |           | Tetuán               |       |
| 4000   | Marqués de Viana-Gladiolo              |           |                      |       |
| 3998   | Marqués de Viana-Genciana              |           |                      |       |
| 4009   | Pº Dirección-Las Almortas              | 44        |                      |       |
| 4293   | MARQUÉS DE VIANA                       |           |                      |       |